# Council of Women World Leaders
De Council of Women World Leaders (Nederlands: Raad van vrouwelijke wereldleiders) is een netwerk voor vrouwelijke (oud-)staatshoofden en regeringsleiders. Het is wereldwijd de enige organisatie, die gewijd is aan vrouwen in deze functies. Geïnspireerd op het idee van Maria Liberia-Peters, richtten Vigdís Finnbogadóttir, Mary Robinson en Laura Liswood de CWWL op in 1996 in Stockholm. Haar missie is het mobiliseren van vrouwen op het hoogste niveau van wereldwijd leiderschap voor collectieve actie in kwesties die van doorslaggevend belang zijn voor vrouwen. Via haar netwerk, topbijeenkomsten en partnerschappen bevordert de Raad goed bestuur en gendergelijkheid en vergroot zij de zichtbaarheid van vrouwen die een land besturen.
CWWL is verbonden aan de United Nations Foundation en zetelt in Washington D.C. Lidmaatschap vindt plaats op basis van uitnodiging. Haar eerste bijeenkomst vond plaats in 1997 aan de John F. Kennedy School of Government aan de Harvard-universiteit.

## Voorzitters
- Vigdís Finnbogadóttir (1996–1999)
- Kim Campbell (1999–2003)
- Mary Robinson (2003–2009)
- Tarja Halonen (2009–2014)
- Dalia Grybauskaitė (2014–2019)
- Kolinda Grabar-Kitarović (2019–2020)
- Katrín Jakobsdóttir (sinds 2020)

## Secretaris-generaal
- Laura Liswood (sinds 1996)

## Leden van de Raad

### Huidige leden
- Mercedes Aráoz: premier van Peru (2017–2018)
- Jacinda Ardern: premier van Nieuw-Zeeland (2017–2023)
- Michelle Bachelet: president van Chili (2006–2010, 2014–2018)
- Joyce Banda: president van Malawi (2012–2014)
- Violeta Barrios de Chamorro: president van Nicaragua (1990–1997)
- Élisabeth Borne: premier van Frankrijk (2022–2024)
- Najla Bouden: premier van Tunesië (2021–2023)
- Ana Brnabić: premier van Servië (2017–2024)
- Micheline Calmy-Rey: bondspresident van Zwitserland (2007, 2011)
- Suzanne Camelia-Römer: premier van de Nederlandse Antillen (1993, 1998–1999)
- Kim Campbell: premier van Canada (1993)
- Zuzana Čaputová: president van Slowakije (2019–2024)
- Maria do Carmo Silveira: premier van Sao Tomé en Principe (2005–2006)
- Laura Chinchilla: president van Costa Rica (2010–2014)
- Tansu Çiller: premier van Turkije (1993–1996)
- Helen Clark: premier van Nieuw-Zeeland (1999–2008)
- Marie-Louise Coleiro Preca: president van Malta (2014–2019)
- Paula Cox: premier van Bermuda (2010–2012)
- Édith Cresson: premier van Frankrijk (1991–1992)
- Viorica Dăncilă: premier van Roemenië (2018–2019)
- Luísa Dias Diogo: premier van Mozambique (2004–2010)
- Ruth Dreifuss: bondspresident van Zwitserland (1999)
- Cristina Fernández de Kirchner: president van Argentinië (2007–2015)
- Vigdís Finnbogadóttir: president van IJsland (1980–1996)
- Mette Frederiksen: premier van Denemarken (sinds 2019)
- Natalia Gavrilița: premier van Moldavië (2021–2023)
- Park Geun-hye: president van Zuid-Korea (2013–2017)
- Julia Gillard: premier van Australië (2010–2013)
- Pamela Gordon-Banks: premier van Bermuda (1997–1998)
- Kolinda Grabar-Kitarović: president van Kroatië (2015–2020)
- Dalia Grybauskaitė: president van Litouwen (2009–2019)
- Ameenah Gurib-Fakim: president van Mauritius (2015–2018)
- Gro Harlem Brundtland: premier van Noorwegen (1981, 1986–1989, 1990–1996)
- Tarja Halonen: president van Finland (2000–2012)
- Sheikh Hasina: premier van Bangladesh (1996–2001 en sinds 2009)
- Hilda Heine: president van de Marshalleilanden (2016–2020 en sinds 2024)
- Atifete Jahjaga: president van Kosovo (2011–2016)
- Katrín Jakobsdóttir: premier van IJsland (2017–2024)
- Ellen Johnson Sirleaf: president van Liberia (2006–2018)
- Emily de Jongh-Elhage: premier van de Nederlandse Antillen (2006–2010)
- Kersti Kaljulaid: president van Estland (2016–2021)
- Kaja Kallas: premier van Estland (2021–2024)
- Khaleda Zia: premier van Bangladesh (1991–1996, 2001–2006)
- Mari Kiviniemi: premier van Finland (2010–2011)
- Jadranka Kosor: premier van Kroatië (2009–2011)
- Chandrika Kumaratunga: president van Sri Lanka (1994–2005)
- Saara Kuugongelwa: premier van Namibië (sinds 2015)
- Doris Leuthard: bondspresident van Zwitserland (2010)
- Maria Liberia-Peters: premier van de Nederlandse Antillen (1984–1986, 1988–1994)
- Gloria Macapagal-Arroyo: president van de Filipijnen (2001–2010)
- Sanna Marin: premier van Finland (2019–2023)
- Theresa May: premier van het Verenigd Koninkrijk (2016–2019)
- Mary McAleese: president van Ierland (1997–2011)
- Beatriz Merino: premier van Peru (2003)
- Angela Merkel: bondskanselier van Duitsland (2005–2021)
- Mireya Moscoso: president van Panama (1999–2004)
- Maria das Neves: premier van Sao Tomé en Principe (2002–2004)
- Katalin Novák: president van Hongarije (2022–2024)
- Roza Otoenbajeva: president van Kirgizië (2010–2011)
- Pratibha Patil: president van India (2007–2012)
- Kamla Persad-Bissessar: premier van Trinidad en Tobago (2010–2015)
- Michèle Pierre-Louis: premier van Haïti (2008–2009)
- Kazimiera Prunskienė: premier van Litouwen (1990–1991)
- Iveta Radičová: premier van Slowakije (2010–2012)
- Mary Robinson: president van Ierland (1990–1997)
- Dilma Rousseff: president van Brazilië (2011–2016)
- Katerina Sakellaropoulou: president van Griekenland (sinds 2020)
- Maia Sandu: premier (2019) en president van Moldavië (sinds 2020)
- Jenny Shipley: premier van Nieuw-Zeeland (1997–1999)
- Jóhanna Sigurðardóttir: premier van IJsland (2009–2013)
- Ingrida Šimonytė: premier van Litouwen (sinds 2020)
- Portia Simpson-Miller: premier van Jamaica (2006–2007, 2012–2016)
- Jennifer M. Smith: premier van Bermuda (1998–2003)
- Erna Solberg: premier van Noorwegen (2013–2021)
- Simonetta Sommaruga: bondspresident van Zwitserland (2015)
- Laimdota Straujuma: premier van Letland (2014–2016)
- Hanna Suchocka: premier van Polen (1992–1993)
- Megawati Soekarnoputri: president van Indonesië (2001–2004)
- Helle Thorning-Schmidt: premier van Denemarken (2011–2015)
- Victoire Tomegah Dogbé: premier van Togo (sinds 2020)
- Aminata Touré: premier van Senegal (2013–2014)
- Joelia Tymosjenko: premier van Oekraïne (2005, 2007–2010)
- Mirtha Vásquez: premier van Peru (2021–2022)
- Vaira Vīķe-Freiberga: president van Letland (1999–2007)
- Paula-Mae Weekes: president van Trinidad en Tobago (2018–2023)
- Evelyn Wever-Croes: premier van Aruba (sinds 2017)
- Eveline Widmer-Schlumpf: bondspresident van Zwitserland (2012)
- Sophie Wilmès: premier van België (2019–2020)
- Sahle-Work Zewde: president van Ethiopië (sinds 2018)
- Salome Zoerabisjvili: president van Georgië (sinds 2018)

### Overleden leden
- Corazon Aquino: president van de Filipijnen (1986–1992)
- Sirimavo Bandaranaike: premier van Sri Lanka (1960–1965, 1970–1977, 1994–2000)
- Benazir Bhutto: premier van Pakistan (1988–1990, 1993–1996)
- Eugenia Charles: premier van Dominica (1980–1995)
- Janet Jagan: president van Guyana (1997–1999)
- Maria de Lourdes Pintasilgo: premier van Portugal (1979–1980)